# Mariakerk (Gapinge)
De Mariakerk (ook: Torenkerk) is de protestantse kerk van Gapinge in de Nederlandse provincie Zeeland. De kerk is gelegen aan Dorpsstraat 25.

## Geschiedenis
De toren werd gebouwd in de eerste helft van de 15e eeuw, en omstreeks 1450 werd ook het koor gebouwd. Omstreeks 1500 werd het schip vergroot, waarbij de voorstaande toren halfingebouwd werd. Ook stamt de lantaarn van de toren uit die tijd, terwijl aan de zuidzijde een sacristie werd aangebouwd.
Van 1920-1924 werd de kerk gerestaureerd. In 1944 liep de kerk schade op door de Inundatie van Walcheren, en van 1947-1949 werd deze schade hersteld.

## Gebouw
Het betreft een eenbeukige bakstenen laatgotische kerk met driezijdig afgesloten koor. De halfingebouwde toren heeft een achtkante lantaarn en wordt gedekt door een naaldspits. De toren wordt geflankeerd door een achtkantige traptoren.

## Interieur
Het interieur wordt overwelfd door een houten tongewelf. De liturgische ruimte bevindt zich in het koor, dat van het schip afgescheiden wordt door een deels glazen wand die in 1947 werd aangebracht. In deze wand is ook het orgel opgenomen. Dit orgel is van 1753 en is in rococostijl. Het instrument wordt toegeschreven aan de school van Ludovicus de Backer. Het werd in 1903 in de kerk geplaatst. De preekstoel is van 1632.